# Habrocerinae
Habrocerinae (лат.) — одно из подсемейств жуков-стафилинид. Около 30 видов.

## Описание
Блестящие короткокрылые жуки длиной 4—5 мм, с круглой головой, широкой переднеспинкой и надкрыльями коричневого цвета.
Антенномеры Habrocerinae чрезвычайно тонкие. Их тело в целом компактное и сублимулоидное, а лапки, как и у многих жуков-жужелиц, имеют формулу 5-5-5 (по пять члеников).

## Систематика
2 рода.
Согласно Лоуренсу и Ньютону (Lawrence, Newton, 1995), входит в состав Tachyporine-группы семейства Staphylinidae: Phloeocharinae, Olisthaerinae, Tachyporinae, Trichophyinae, Habrocerinae, Aleocharinae.
- Род Habrocerus Erichson, 1839 (более 20 видов)
  - H. canariensis
  - H. capillaricornis
  - H. cyprensis
  - H. ibericus
  - H. indicus
  - H. pisidicus
  - H. schuelkei
  - H. simulans
  - H. tichomirovae
- Род Nomimocerus Coiffait & Sáiz, 1965 (6 видов)